# Aneilema dregeanum
Aneilema dregeanum är en himmelsblomsväxtart som beskrevs av Carl Sigismund Kunth. Aneilema dregeanum ingår i släktet Aneilema och familjen himmelsblomsväxter.

## Underarter
Arten delas in i följande underarter:
- A. d. dregeanum
- A. d. mossambicense